# Logroño (kanton)
Logroño – kanton w prowincji Morona-Santiago, w Ekwadorze. Stolicą kantonu jest Logroño.